# Dustin Keller
Dustin Kendall Keller (Lafayette, 25 settembre 1984) è un ex giocatore di football americano statunitense che ha giocato nel ruolo di tight end. Fu scelto nel corso del primo giro (30º assoluto) del Draft NFL 2008 dai New York Jets. Al college ha giocato a football alla Purdue University.

## Carriera professionistica

### New York Jets
Keller fu scelto nel corso del primo giro del Draft 2008 dai New York Jets. Fu inserito gradualmente nell'attacco guidato dal quarterback veterano Brett Favre. La sua stagione da rookie fu tuttavia positiva, terminando con 48 ricezioni per 535 yard e 3 touchdown. Nella sua seconda annata terminò con cifre simili.
Keller guidò i Jets in ricezioni sia nel 2010 (55) che nel 2011 (65), in cui ricevette 815 yard e segnò 5 touchdown.
Dopo non aver saltato nessuna partita e nemmeno alcun allenamento nei suoi primi quattro anni nella NFL, un problema all'inguine e un infortunio alla caviglia condizionarono Keller nella stagione regolare 2012, limitiandolo a 28 ricezioni per 317 yard e 2 touchdown in sole otto partite.

### Miami Dolphins
Il 15 marzo 2013, Keller firmò un contratto coi Miami Dolphins. A causa della rottura di tre legamenti del ginocchio subita nella seconda gara di pre-stagione, il giocatore perse tutta la stagione 2013.
Non si riprese mai dall'infortunio e dovette chiudere la sua carriera.

## Statistiche
| Anno | Squadra | P  | PT | Ric | Yard  | Media | Max | TD |
| 2008 | NYJ     | 16 | 6  | 48  | 535   | 11,1  | 54  | 3  |
| 2009 | NYJ     | 16 | 12 | 45  | 522   | 11,6  | 40  | 2  |
| 2010 | NYJ     | 16 | 13 | 55  | 687   | 12,5  | 41  | 5  |
| 2011 | NYJ     | 16 | 12 | 65  | 815   | 12,5  | 41  | 5  |
| 2012 | NYJ     | 8  | 5  | 28  | 317   | 11,3  | 32  | 2  |
| 2013 | MIA     | -  | -  | -   | -     | -     | -   | -  |
| Tot. |         | 72 | 48 | 241 | 2.876 | 11,9  | 54  | 17 |

Statistiche aggiornate alla stagione 2013